# Federazione Svizzera di Pallamano
La Federazione Svizzera di Pallamano (in lingua tedesca Schweizerischer Handball-Verband, in lingua francese Fédération Suisse de Handball) è la federazione svizzera di pallamano.

È affiliata alla International Handball Federation ed alla European Handball Federation.

La federazione assegna ogni anno il titolo di campione di Svizzera e la coppa nazionale.

Controlla ed organizza l'attività delle squadre nazionali.

La sede amministrativa della federazione è a Ittigen.

## Presidenti SHV
- 1974-1987 Bruno Freivogel
- 1987-1992 Martin Keller
- 1992-1999 Michael Funk
- 1999-2000 Erich Thoma
- 2001-2007 Willy Tobler
- 2007- Ulrich Rubeli

## Squadre nazionali
La federazione controlla e gestisce tutte le attività delle squadre nazionali svizzere.
- Nazionale di pallamano maschile della Svizzera
- Nazionale di pallamano femminile della Svizzera

## Competizioni per club
La federazione annualmente organizza e gestisce le principali competizioni per club del paese.
- Campionato svizzero di pallamano maschile
- Campionato svizzero di pallamano Femminile
- SHV-Cup (pallamano maschile)
- SHV-Cup (pallamano femminile)
- SHV-Supercup (pallamano maschile)